# Laura Martínez de Carvajal
Pour les articles homonymes, voir Carvajal.
Laura Martínez de Carvajal, née le 27 août 1869 à La Havane à Cuba, morte le 24 janvier 1941 à Cotorro près de La Havane, entreprend précocement des études médicales, et devient médecin à 19 ans. 
Elle est la première femme docteur en médecine à Cuba, ainsi que la première ophtalmologiste. Elle est l'assistante principale et la collaboratrice d'un autre ophtalmologiste, son mari, et travaille avec lui sur des publications et ouvrages scientifiques. Devenue veuve, elle se consacre bénévolement à l'instruction des enfants pauvres.

## Biographie

### Enfance
Laura Martínez de Carvajal naît le 27 août 1869 à La Havane, à Cuba. Elle est la fille aînée d'une riche famille espagnole dont le statut social et les relations permettent à ses parents de lui offrir, ainsi qu'à ses frères et sœurs, une bonne éducation. Elle apprend ainsi les codes sociaux de la haute société, et apprend aussi à toujours valoriser les valeurs humaines. Sa famille est généreuse et veille à donner aux autres en commençant par ceux qui vivent dans leur quartier. Laura Martínez se fait remarquer très jeune par son caractère d'enfant précoce. À l'âge de 4 ans, elle sait lire et écrire et à 10 ans, elle s'inscrit au lycée,.

### Formation
Laura Martínez s'inscrit au collège de San Francisco de Paula, à Cuba ; elle y obtient son baccalauréat à l'âge de 13 ans,. Un an plus tard, après avoir insisté pour qu'elle étudie aux côtés de son frère, son père l'inscrit à l'université de La Havane, à la faculté de sciences physico-mathématiques et à la faculté de médecine,. Laura surpasse tous les étudiants masculins, et termine ses études dans ces deux domaines à un an d'intervalle, respectivement en 1888 et en 1889. 
Elle rencontre cependant des difficultés en médecine du fait de son sexe ; les professeurs qui enseignent la physiologie et la dissection à l'hôpital San Felipe et Santiago de La Havane, ne lui permettent pas de disséquer avec ses camarades parce que les femmes sont d'habitude exclues de ce type d'activité. Elle doit donc travailler seule le samedi et le dimanche,, mais elle y tient, et cette contrainte qui devait la décourager finit par l'avantager au contraire, lui permettant d'être seule pour effectuer les travaux au lieu d'être à quatre sur un même corps. Au cours de ses études, elle rencontre l'ophtalmologiste cubain Enrique López Veitía, ophtalmologiste réputé et organisateur de congrès médicaux à Cuba. Il veut l'épouser sans attendre, mais le père de Laura Martínez insiste pour qu'elle termine ses études avant de se marier,.

### Première ophtalmologiste de Cuba
Laura Martínez de Carvajal obtient son diplôme de médecine à 19 ans le 15 janvier 1889. Elle est alors la première femme docteur en médecine de l'université de La Havane,.
Elle épouse Enrique López Veitía le 20 janvier 1889, cinq jours après avoir obtenu son diplôme. Ils auront sept enfants dont elle s'occupe tout en exerçant son métier. Elle poursuit ses études en se spécialisant en ophtalmologie, et devient la première ophtalmologiste de Cuba,. 
Laura Martínez de Carvajal exerce dans une clinique médicale, la Policlínica de Especialidades, qu'elle finance avec son mari,. Elle est son assistante principale, et elle le remplace après de ses patients quand il est indisponible. Son travail et ses mérites propres lui procurent une solide clientèle privée. 
Elle participe aussi à la préparation du manuel de médecine de son mari, Oftalmologia clinica, qui paraît en trois volumes publiés successivement en 1891, 1895 et 1906. Elle collabore par ailleurs à de nombreux articles avec son mari, ainsi qu'aux Notas fisiológicas et à propos de la lèpre oculaire.

### Enseignante bénévole, fin de vie
Son mari meurt en 1910, à 51 ans. Après sa mort, Laura Martínez de Carvajal emménage dans une ferme, « El Retiro ». Elle y ouvre une école gratuite pour les pauvres du voisinage, et s'y consacre ; elle s'en occupe avec María, une de ses filles,. 
Malade, on lui diagnostique la tuberculose. Elle meurt des suites de cette maladie à Cotorro, à La Havane, le 24 janvier 1941 à l'âge de 72 ans.